# 강모근
강모근(한국 한자: 姜模根, 1994년 6월 11일 ~ )은 대한민국의 축구 선수이며 포지션은 골키퍼이다.

## 선수 생활
강모근은 2009년 K리그 첫 참가한 강원 FC의 모습을 보면서, 프로 무대에 대한 꿈을 키웠다. 이후 2015년과 2016년 아시아 대학축구 챔피언십에도 선발되어 자신의 기량을 알리기 시작하였다. 2017년 2월 11일 강모근은 K리그 클래식 2017로 승격한 강원 FC에 신인 추가지명으로 입단하였다.
2017년 9월 20일 열린 포항 스틸러스와의 원정경기에서 데뷔전을 치렀으나, 5실점을 허용하며 팀의 패배를 막지 못했다.
2018년 내셔널리그 목포시청으로 이적하였다.

## 수상 내역
강릉중앙고등학교(2010-2012)
- 춘계 고교축구연맹전 ● 우승: 2012

관동대학교(2013-2016)
- 태백산컵 ● 준우승: 2015

대한민국 대학 선발 축구 국가대표팀(2015)
- BTV컵 ● 우승: 2015

## 개인 수상
- 춘계 고교축구연맹전 GK상: 2012

## 기타
롤모델로 김호준 선수를 뽑았었다.

## 참고 자료
- 우승을 위해 한 팀으로 뭉쳤다. 가톨릭관동대학교 축구부 4학년 8인8색 인터뷰